# Oxalis exilis
Oxalis exilis é uma espécie de planta com flor pertencente à família Oxalidaceae. 
A autoridade científica da espécie é A.Cunn., tendo sido publicada em Annals of Natural History 3: 316. 1839.

## Portugal
Trata-se de uma espécie presente no território português, nomeadamente no Arquipélago da Madeira.
Em termos de naturalidade é introduzida na região atrás indicada.

## Protecção
Não se encontra protegida por legislação portuguesa ou da Comunidade Europeia.